# Молья
Молья (итал. Moglia) — коммуна в Италии, располагается в регионе Ломбардия, подчиняется административному центру Мантуя.
Население составляет 5827 человек (на 2004 г.), плотность населения составляет 183 чел./км². Занимает площадь 31 км². Почтовый индекс — 46024. Телефонный код — 0376.
Покровителем населённого пункта считается святой Иоанн Креститель. Праздник ежегодно празднуется 29 августа.